# Christos Gravius
Christos Emil Gravius (Solna, 14 ottobre 1997) è un calciatore svedese, centrocampista del Degerfors.

## Caratteristiche tecniche
È un centrocampista difensivo.

## Carriera

### Club
Cresciuto prevalentemente nel settore giovanile dell'AIK, squadra con sede nella natia Solna, Gravius debutta diciassettenne in prima squadra il 12 luglio 2015 in occasione dell'incontro di Allsvenskan vinto 4-1 contro il GIF Sundsvall; nel settembre dello stesso anno passa in prestito in terza serie al Vasalund, società satellite dell'AIK, con cui egli gioca una partita nell'arco di una permanenza durata poco meno di due mesi. Rientrato all'AIK, nel 2016 trova maggiore spazio in prima squadra disputando nove incontri in campionato – di cui tre da titolare – e due nei turni preliminari di Europa League.
Nel gennaio del 2017, l'AIK annuncia di aver esteso il contratto di Gravius fino al termine della stagione 2020; tuttavia, già prima dell'inizio del campionato di quell'anno, al fine di ottenere maggiore spazio passa allo Jönköpings Södra in Allsvenskan con la formula del prestito valido per tutta l'annata 2017.
In vista dell'annata 2018, Gravius scende a giocare nel campionato di Superettan con la maglia del Degerfors tramite un prestito annuale. Rimane poi in prestito anche per l'intero campionato 2019, fino ad essere rilevato a titolo definitivo a fine stagione. Nell'arco della Superettan 2020, Gravius contribuisce con tre reti e sei assist in 28 presenze al raggiungimento della promozione in Allsvenskan, categoria da cui la squadra mancava da 24 anni. Nella massima serie con la maglia del Degerfors gioca per tre stagioni, lasciando il club nel dicembre 2023 in scadenza di contratto al termine di una stagione che vede la squadra classificarsi penultima nell'Allsvenskan 2023 e quindi retrocedere.
La sua carriera prosegue con la prima parentesi all'estero con l'ingaggio, avvenuto nel gennaio 2024, da parte dell'Athens Kallithea, che in quel momento era in vetta alla seconda serie greca. Con il club ellenico tuttavia Gravius non scende mai in campo, così nel luglio 2024 fa ritorno al Degerfors, militante in Superettan a causa della retrocessione giunta al termine dell'annata precedente.

### Nazionale
Ha giocato nelle nazionali giovanili svedesi Under-17 ed Under-19.

## Statistiche
Statistiche aggiornate al 23 maggio 2021.

### Presenze e reti nei club
| Stagione        | Squadra          | Campionato      | Campionato | Campionato | Coppe nazionali | Coppe nazionali | Coppe nazionali | Coppe continentali | Coppe continentali | Coppe continentali | Altre coppe | Altre coppe | Altre coppe | Totale | Totale | Totale |
| Stagione        | Squadra          | Comp            | Pres       | Reti       | Comp            | Pres            | Reti            | Comp               | Pres               | Reti               | Comp        | Pres        | Reti        | Pres   | Reti   |        |
| --------------- | ---------------- | --------------- | ---------- | ---------- | --------------- | --------------- | --------------- | ------------------ | ------------------ | ------------------ | ----------- | ----------- | ----------- | ------ | ------ | ------ |
| 2015            | AIK              | A               | 1          | 0          | CS              | 5               | 0               | UEL                | 0                  | 0                  |             | -           | -           | 6      | 0      |        |
| 2015            | Vasalund         | D1              | 1          | 0          | CS              | 0               | 0               |                    | -                  | -                  |             | -           | -           | 1      | 0      |        |
| 2016            | AIK              | A               | 9          | 0          | CS              | 0               | 0               | UEL                | 2                  | 0                  |             | -           | -           | 11     | 0      |        |
| 2017            | Jönköpings Södra | A               | 9          | 0          | CS              | 1               | 0               |                    | -                  | -                  |             | -           | -           | 10     | 0      |        |
| 2018            | Degerfors        | S1              | 29         | 0          | CS+CS           | 1+1             | 0               |                    | -                  | -                  |             | -           | -           | 31     | 0      |        |
| 2019            | Degerfors        | S1              | 27         | 1          | CS+CS           | 3+1             | 0               |                    | -                  | -                  |             | -           | -           | 31     | 1      |        |
| 2020            | Degerfors        | S1              | 28         | 3          | CS              | 2               | 1               |                    | -                  | -                  |             | -           | -           | 30     | 4      |        |
| 2021            | Degerfors        | A               | 9          | 0          | CS              | 0               | 0               |                    | -                  | -                  |             | -           | -           | 9      | 0      |        |
| Totale carriera | Totale carriera  | Totale carriera | 113        | 4          |                 | 14              | 1               |                    | 2                  | 0                  |             | -           | -           | 129    | 5      |        |

## Palmarès

### Club

#### Competizioni nazionali
- Superettan: 1

Degerfors: 2024